# Pantaleon
Pantaleon je mužské křestní jméno řeckého původu. Pochází z řeckých slov πᾶν (pan, všechno) a λέων (léon, lev), popřípadě ἐλεήμων (éleémon, milosrdný). Svátek podle katolického kalendáře slaví dne 27. července, společně se jménem Věroslav.
Svatý Pantaleon byl křesťanský světec, prvomučedník a jeden ze čtrnácti svatých pomocníků. Podle tohoto jména získalo název rumunské město Pantelimon a rakouské obce Sankt Pantaleon a Sankt Pantaleon-Erla.

## Domácké podoby
Mezi domácké podoby jména Pantaleon patří např. Leon, Leonek, Pantík, Pantaleonek apod.

## Popularita
K roku 2014 žilo na světě přibližně 18 582 nositelů jména Pantaleon, nejvíce na Filipínách a v Mexiku. V Evropě je jméno nejpočetnější ve Španělsku (274 nositelů), v Bulharsku (158 nositelů podoby Pantalej) a v Německu (36 nositelů), v ostatních zemích je velmi sporadické.
V Česku jde o velmi raritní jméno, a to jak v současnosti (pouze jeden nositel narozený roku 1926), tak i v minulosti, ale existovaly farnosti, kde jméno bylo dětem dáváno, např. Pustiměř u Vyškova, jelikož byla v Pustiměři zasvěcena svatému Pantaleonovi rotunda.

## Významné osobnosti
- Pantaleon Alvarez – filipínský právník a politik
- Pantaleon Candidus – rakouský teolog
- Pantaleon Hebenstreit – německý učitel tance, hudebník a skladatel
- Pantaleon Sazama – český stomatolog a profesor stomatologie
- Pantaleon Szyndler – polský malíř
- Pantaleón Valmonte – španělský generál

## Fiktivní osoby
- Pantaleon Vocilka – postava z divadelní hry Strakonický dudák od Josefa Kajetána Tyla